# Norrent-Fontes
Norrent-Fontes est une commune française située dans le département du Pas-de-Calais en région Hauts-de-France. Ses habitants sont appelés les Norrentfontois. La commune est membre de la communauté d'agglomération de Béthune-Bruay, Artois-Lys Romane.

## Géographie

### Localisation
Localisée dans l'est du département du Pas-de-Calais, Norrent-Fontes est une petite ville située, à vol d'oiseau, à 5 km au sud de la commune d'Aire-sur-la-Lys (aire d'attraction) et à 17 km à l'ouest-nord-ouest de la commune de Béthune (chef-lieu d'arrondissement). Elle est desservie par l'ancienne RN 43 (actuelle RD 943) et accessible, par la sortie no 5 de l'autoroute A26.
Le territoire de la commune est limitrophe de ceux de huit communes.
Les communes limitrophes sont Mazinghem, Saint-Hilaire-Cottes, Bourecq, Ham-en-Artois, Isbergues, Linghem, Rely et Rombly.

### Géologie et relief
La superficie de la commune est de 5,7 km2 ; son altitude varie de 19  à   63 m.

### Hydrographie
Le territoire de la commune est situé dans le bassin Artois-Picardie.
Le territoire de la commune est marécageux, et est drainé par de nombreux canaux qui se rejettent dans la Guarbecque, affluent de la Lys. le ruisseau du Warrenghem, d'une longueur de 2,61 km, traverse la commune ainsi qu'un cours d'eau au toponyme hydrographique inconnu, d'une longueur de 24,99 km.

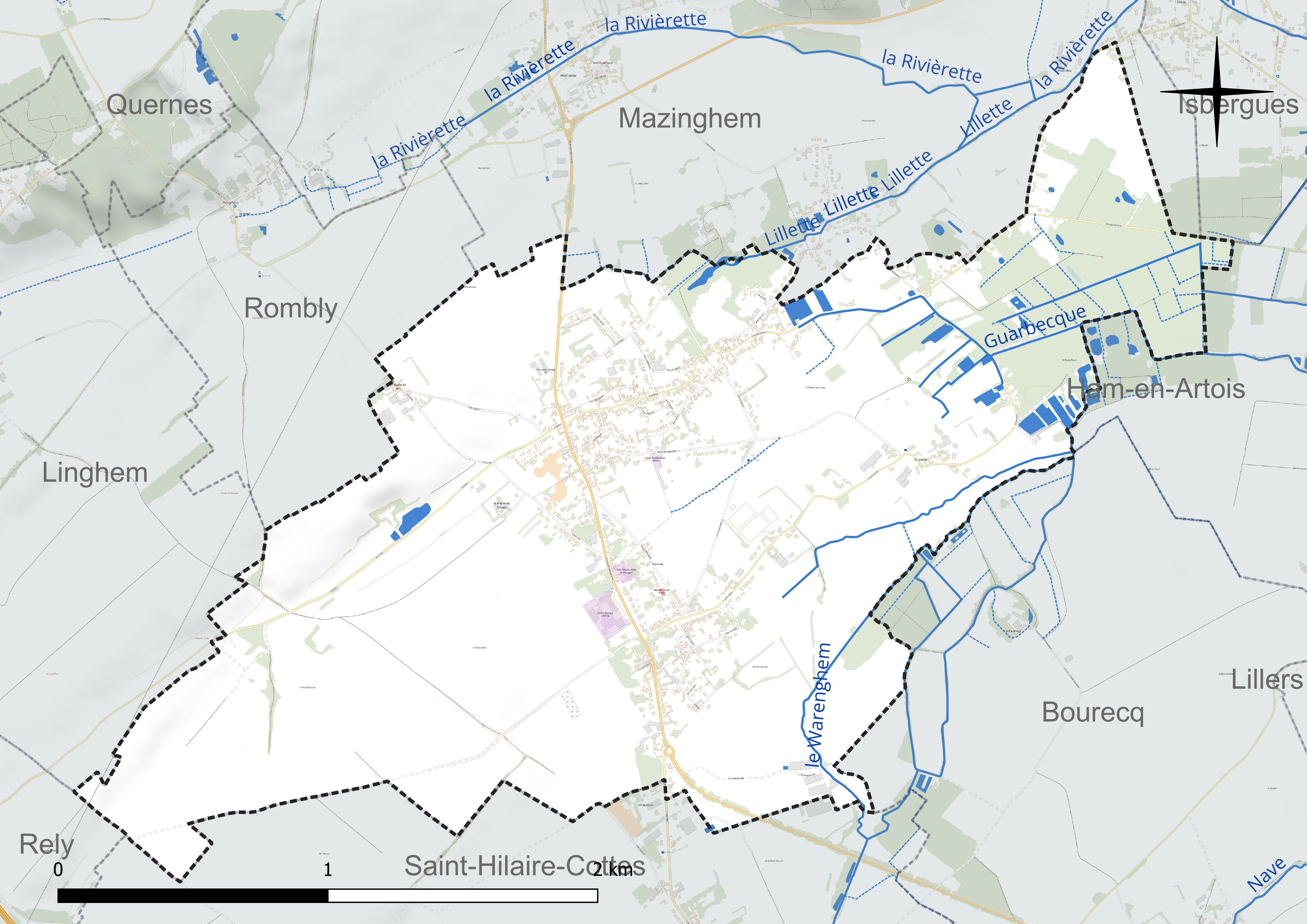
Réseau hydrographique de Norrent-Fontes.

### Climat
Pour des articles plus généraux, voir Climat des Hauts-de-France et Climat du Nord-Pas-de-Calais.
En 2010, le climat de la commune est de type climat océanique altéré, selon une étude du CNRS s'appuyant sur une série de données couvrant la période 1971-2000. En 2020, Météo-France publie une typologie des climats de la France métropolitaine dans laquelle la commune est exposée à un climat océanique et est dans la région climatique Côtes de la Manche orientale, caractérisée par un faible ensoleillement (1 550 h/an) ; forte humidité de l’air (plus de 20 h/jour avec humidité relative > 80 % en hiver), vents forts fréquents.
Pour la période 1971-2000, la température annuelle moyenne est de 10,4 °C, avec une amplitude thermique annuelle de 13,8 °C. Le cumul annuel moyen de précipitations est de 781 mm, avec 12,8 jours de précipitations en janvier et 8,3 jours en juillet. Pour la période 1991-2020, la température moyenne annuelle observée sur la station météorologique la plus proche, située sur la commune de Lillers à 6 km à vol d'oiseau, est de 11,1 °C et le cumul annuel moyen de précipitations est de 731,5 mm,. Pour l'avenir, les paramètres climatiques de la commune estimés pour 2050 selon différents scénarios d'émission de gaz à effet de serre sont consultables sur un site dédié publié par Météo-France en novembre 2022.

### Milieux naturels et biodiversité

#### Espaces protégés et gérés
La protection réglementaire est le mode d’intervention le plus fort pour préserver des espaces naturels remarquables et leur biodiversité associée.
Dans ce cadre, la commune fait partie de deux espaces protégés :
- le marais pourri et marais groette (parcelle acquise en maitrise foncière), terrain acquis (ou assimilé) par le Conservatoire d'espaces naturels des Hauts-de-France, d'une superficie de 1,568 ha[14] ;
- le marais pourri et marais groette (parcelle en maitrise d'usage), terrain géré (location, convention de gestion) par le Conservatoire d'espaces naturels du Nord et du Pas-de-Calais, d'une superficie de 5,842 ha[15],[16].

#### Zone naturelle d'intérêt écologique, faunistique et floristique
L’inventaire des zones naturelles d'intérêt écologique, faunistique et floristique (ZNIEFF) a pour objectif de réaliser une couverture des zones les plus intéressantes sur le plan écologique, essentiellement dans la perspective d’améliorer la connaissance du patrimoine naturel national et de fournir aux différents décideurs un outil d’aide à la prise en compte de l’environnement dans l’aménagement du territoire.
Le territoire communal comprend une ZNIEFF de type 1 : le complexe humide du Guarbecque et marais Pourri, d’une superficie de 136 ha et d'une altitude variant de 15  à   20 mètres. Cette ZNIEFF présente une mosaïque de prairies, de fourrés, de haies de saules têtards, d’ourlets et de boisements, et le marais pourri est bordé de puits artésiens, ce qui a permis le développement de la cressiculture.

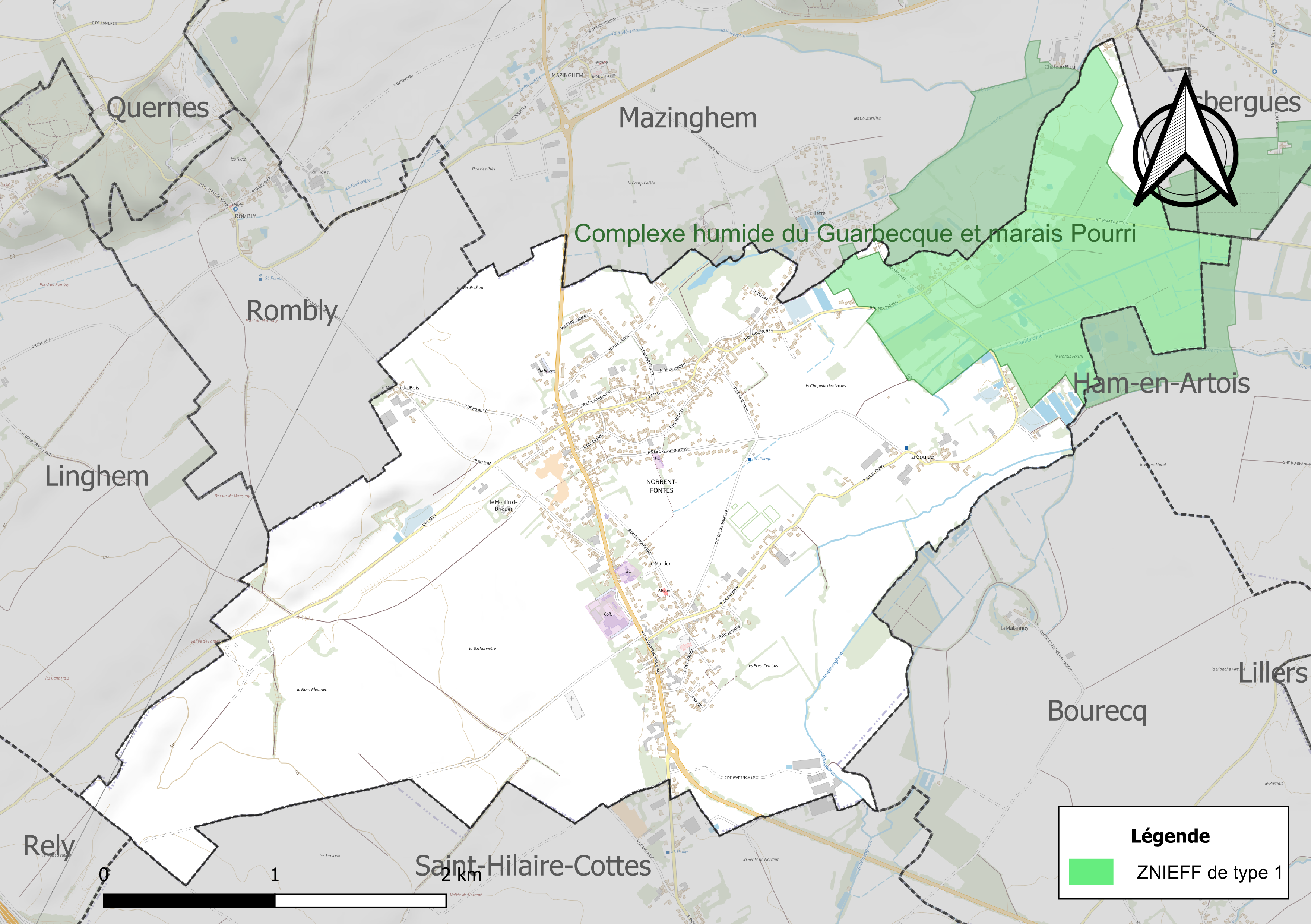
Carte de la ZNIEFF sur la commune.

#### Espèces faunistiques et floristiques
L’Inventaire national du patrimoine naturel (INPN) recense plusieurs espèces faunistiques et floristiques sur le territoire de la commune dont certaines sont protégées et d’autres menacées et quasi-menacées.

## Urbanisme

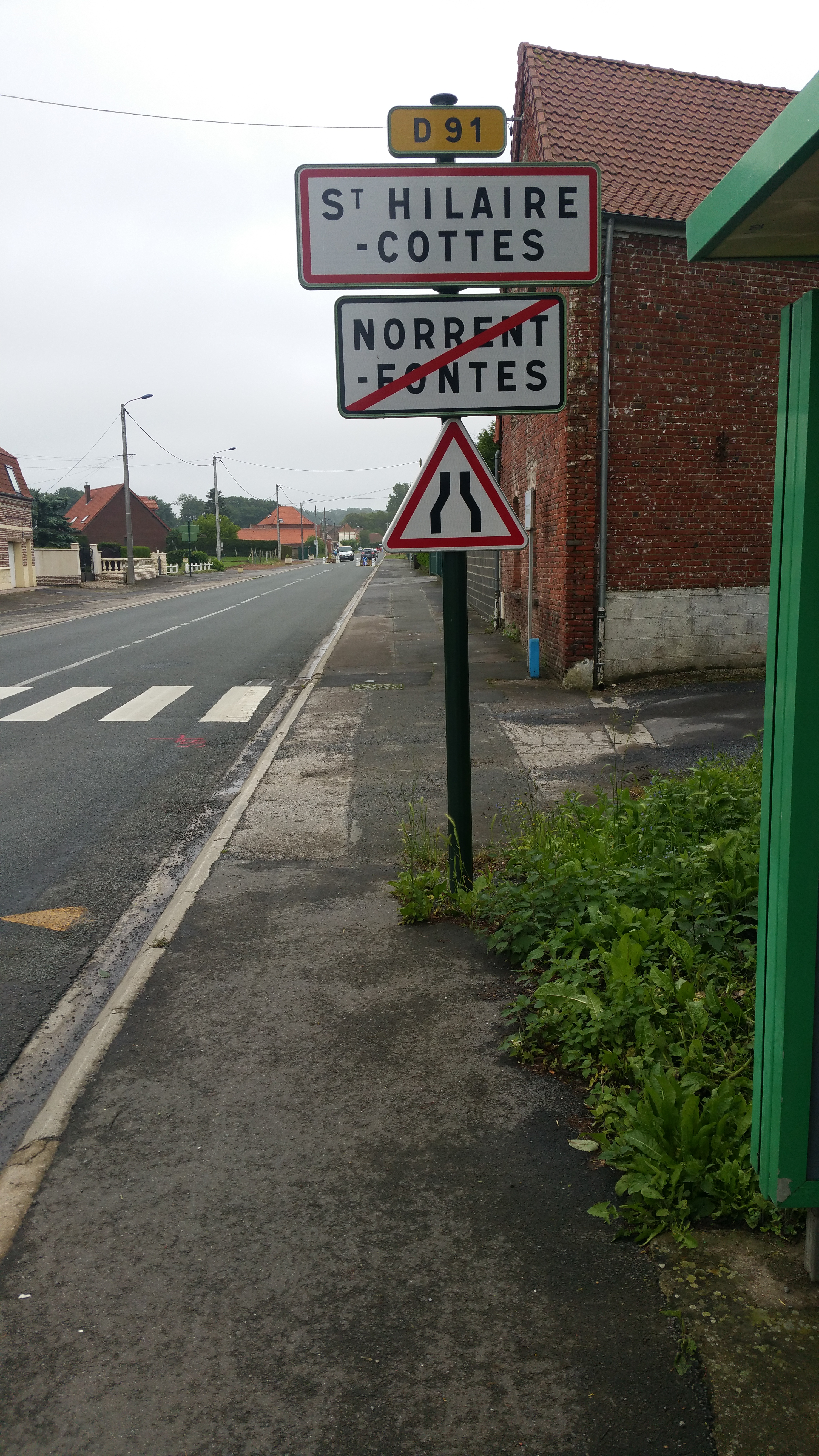
Panneau de sortie.

### Typologie
Au 1er janvier 2024, Norrent-Fontes est catégorisée petite ville, selon la nouvelle grille communale de densité à sept niveaux définie par l'Insee en 2022.
Elle appartient à l'unité urbaine de Norrent-Fontes, une agglomération intra-départementale regroupant trois  communes, dont elle est ville-centre,,. Par ailleurs la commune fait partie de l'aire d'attraction d'Aire-sur-la-Lys, dont elle est une commune du pôle principal,. Cette aire, qui regroupe 15 communes, est catégorisée dans les aires de moins de 50 000 habitants,.

### Occupation des sols
L'occupation des sols de la commune, telle qu'elle ressort de la base de données européenne d’occupation biophysique des sols Corine Land Cover (CLC), est marquée par l'importance des territoires agricoles (75,9 % en 2018), une proportion sensiblement équivalente à celle de 1990 (76 %). La répartition détaillée en 2018 est la suivante :
terres arables (52,2 %), prairies (18,8 %), zones urbanisées (14 %), forêts (10 %), zones agricoles hétérogènes (4,9 %). L'évolution de l’occupation des sols de la commune et de ses infrastructures peut être observée sur les différentes représentations cartographiques du territoire : la carte de Cassini (XVIIIe siècle), la carte d'état-major (1820-1866) et les cartes ou photos aériennes de l'IGN pour la période actuelle (1950 à aujourd'hui).

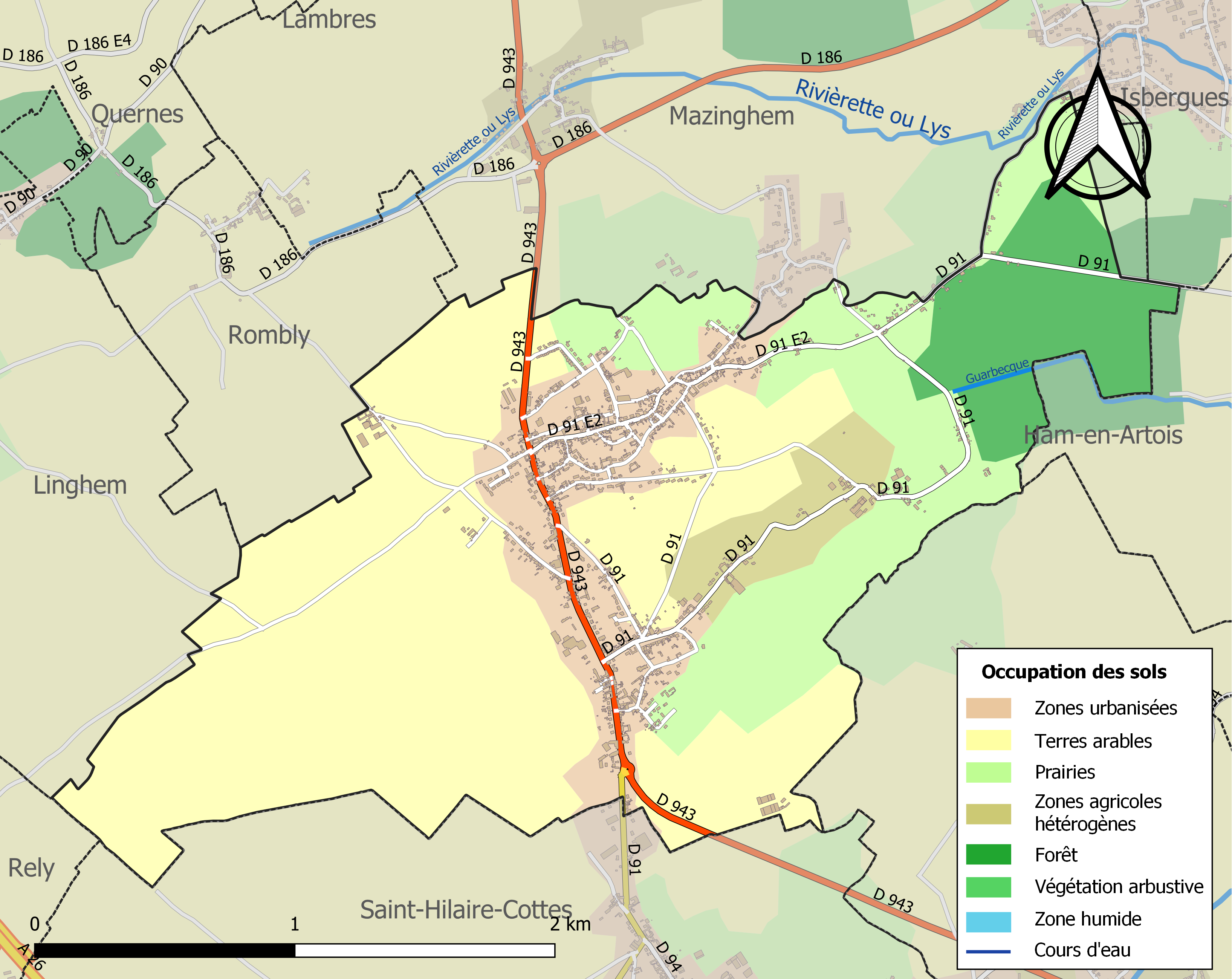
Carte des infrastructures et de l'occupation des sols de la commune en 2018 (CLC).

### Lieux-dits, hameaux et écarts
À l'origine se trouvait le bourg de Norrent et trois hameaux : Fontes, la Goulay et le Malznoi.

### Voies de communications et transports

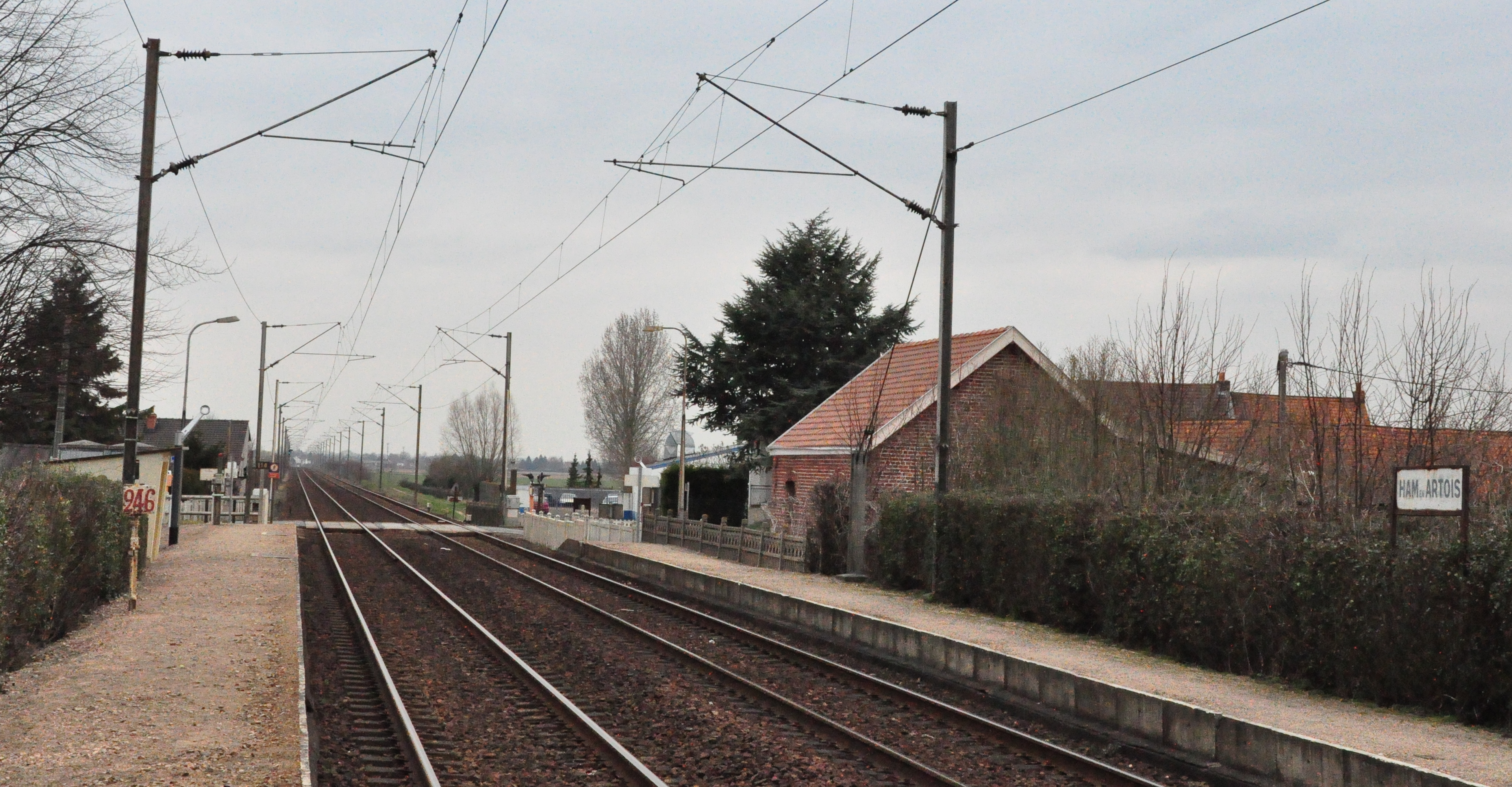
La halte de Ham-en-Artois

La commune de Norrent-Fontes se situe à 500 m de la station-service autoroutière Saint-Hilaire-Cottes servant d’aire de repos à un certain nombre de camions qui parcourent l’autoroute A26 reliant Reims à Calais, ou venant de Paris par l’A1.
Norrent-Fontes est desservi par la ligne no 538 « Norrent-Fontes - Saint-Hilaire-Cottes - Lillers - Gonnehem - Béthune » du réseau de transport interurbain départemental Oscar par le transporteur « groupement Artesiens-Mullie-Inglard-Westee ».
La gare ferroviaire la plus proche est celle de Ham-en-Artois, halte voyageurs de la Société nationale des chemins de fer français (SNCF), desservie par des trains TER Hauts-de-France de la liaison Arras - Hazebrouck.

## Toponymie
Le nom de la localité est attesté sous les formes Norhem en 1182 ; Norhen en 1259 ; Norrem en 1281 ; Norem en 1294 ; Norham au XIIIe siècle ; Noireng en 1306 ; Norens en 1474 ; Noirem vers 1512 ; Noerrem en 1559 ; Norran en 1559 ; Norremum au XVIIe siècle ; Norren-lès-Aire en 1670 ; Norem en 1720 ; Nourent en 1739 ; Norrent Fontes en 1793 ;  Norrent-Foules et Norrent-Fontes depuis 1801.
De nord + heim « village du nord ».
Norrem en flamand.
La commune instituée sous la Révolution française sous le nom de Norrent Fontes, prend le nom de Norrent-Foules avant de prendre définitivement celle de Norrent-Fontes, regroupement au nom de Norrent de celui du hameau, le plus peuplé, de Fontes attesté sous les formes Adfondenis dans la donation d'Aroald à Saint-Omer en 654, Fontenes en 1207 (chap. d’Aire) Fontes en 1222 (cart. de Saint-Barthélemy, no 47), Fontes en 1386 (arch. du Nord, comptes de la bailie de Lens), Fontenes-lez-Aire en 1615 (arch. du Nord, B. 1801) ; Norrent Fontes en 1793 ;  Norrent-Foules et Norrent-Fontes depuis 1801. Dérivé de l'ancien français font (source, fontaine).

## Histoire

### Moyen Âge
- À l'origine se trouvait le village de Norrent et trois hameaux : Fontes, la Goulay et le Malznoi.
- Sous Charles Quint, plusieurs habitants du village ont été pendus dans l'église. La raison reste inconnue.
- Lors de la guerre franco-espagnole, en 1651, une troupe française venue piller le village a mis le feu à l'église ; 142 personnes y étaient réfugiées[24]. L'Artois était alors une province des Pays-Bas espagnols et le théâtre de nombreuses guerres.
- Malbrancq rapporte que, au XVIIe siècle, on a trouvé un sarcophage de pierre blanche avec un vase de forme ronde, scellé au plomb. Des lacrymatoires de verre étaient mêlés aux ossements[réf. nécessaire]. À l'époque, pareilles découvertes étaient courantes dans les environs. Les Romains enterraient leurs morts importants le long des grands chemins[réf. nécessaire].

### Circonscriptions d'Ancien Régime
Avant la Révolution française, Norrent dépendait de la subdélégation d'Aires de la généralité de Picardie.
Norrent, en 1789, faisait partie du bailliage d'Aire et suivait la coutume d'Artois.
Sur le plan religieux, la paroisse dépendait du doyenné d'Aires, archiprêtré de Saint-Omer, diocèse de Saint-Omer.

### Histoire contemporaine
- Première Guerre mondiale : 51 noms sur le monument aux morts.
- Entre les deux guerres mondiales, le territoire accueillait l'un des plus grands camps d'aviation militaire du Nord de la France. Créé en 1939, le groupe de chasse III/1 y était basé. Au début de la Bataille de France, le 21 mai 1940, parti de l'Aéroport du Bourget), le général Weygand a atterri à Norrent-Fontes. Il en a profité pour déjeuner dans une auberge avant de repartir, le soir, pour Calais puis pour Ypres (Belgique) afin d'y rencontrer le roi Léopold.

Abandonné, le camp a été réutilisé par les Allemands. Ils y ont installé des rampes de lancement de V1. Ses restes sont visibles de la route de Rely. Un livre a été publié sur ce camp d'aviation[réf. nécessaire].
- En novembre 1939, une unité avignonnaise, le 5e bataillon de Pontonniers, sous les ordres du commandant Farget arrive à Norrent-Fontes. Elle le quitte le 10 mai 1940 pour se rendre à Anvers (Belgique). L'unité s'est ensuite repliée dans le nord de la France. La totalité des effectifs a été fait prisonnier à la bataille des Flandres le 29 mai 1940, à Sailly-sur-la-Lys (Nord).

### Installation d'un camp de réfugiés près de l’aire de repos
La guerre du Kosovo (1998-1999) met des réfugiés économiques sur la route de l’Angleterre. N’arrivant pas à embarquer à Calais, les migrants se replient sur l’aire d’autoroute de Saint-Hilaire-Cottes pour tenter de grimper chaque nuit sur les camions à destination de l’Angleterre.
Quotidiennement harcelé par la police, des exilés de la jungle de Calais se sont installés en 2006 à quelques centaines de mètres de Saint-Hilaire-Cottes, le long d’une haie à la limite de deux champs agricoles. Le camp est accessible par un chemin piéton de plusieurs centaines de mètres qui rejoint la rue de Rely partiellement goudronnée sur 2 km puis la départementale RD 943 qui traverse Norrent-Fontes. Le prix du passage clandestin serait beaucoup moins élevé qu’à Calais.
Le 20 décembre 2007, à la demande du propriétaire, le camp est détruit pour la deuxième fois avec 2 tractopelles, 2 broyeurs et un camion de 38 tonnes. Les forces de l’ordre ont arrêté vingt migrants : quinze ont été remis en liberté et cinq placés en CADA de Coquelles pendant 24 heures, puis relâchés. Une cinquantaine d’habitants de Norrent-Fontes ne craignant pas d’être mis en examen pour délit de solidarité ou aide au séjour irrégulier, ont créé l’association « Terre d’errance ». Après des négociations difficiles avec les propriétaires des parcelles, un nouveau camp s’est installé à quelques dizaines de mètres du précédent. Le camp appartient aux Kurdes qui le « sous-louent » aux Soudanais. Le Secours populaire français du village voisin de Lillers leur apporte de la nourriture.
Entre janvier et juillet 2008, toutes les semaines, la police arrête les exilés et détruit le camp. Pour échapper au règlement Dublin II, les migrants qui ont leurs empreintes digitales enregistrées, se brûlent les doigts à l’acide. En février 2008, 80 Érythréens reprennent le parc aux Kurdes. La police détruit le camp. Les élections municipales et cantonales de mars inversent la tendance politique, Joël Fily remplace Didier Lauga comme sous-préfet de Béthune. Après quelques mois, la sous-préfecture accepte le principe de la réhabilitation du camp sur un terrain communal au lieu-dit « La Marnière ». En accord avec les municipalités environnantes, les migrants peuvent utiliser les douches publiques de chaque village. Selon les périodes, 10, 30 ou 80 migrants de nationalité érythréenne, quelques Soudanais et Éthiopiens vivent dans le camp. En mi-avril, 25 personnes vivent dans 7 tentes. En mai, l’effectif n’était plus que de 20 personnes. Deux jours plus tard, seulement 8 dont 3 femmes, parmi lesquelles, Hellen, une éthiopienne, qui a traversé le Soudan, la Libye, l’Italie, Paris puis enfin Calais. Le 14 juin, l’effectif était de 19. Pendant la nuit du 22 au 23 juillet, sur l’aire de repos, un groupe de 7 Kurdes assassine Mansour, un jeune Érythréen, a failli tuer un autre, et a terrorisé le reste des Érythréens pour reconquérir le site, sans succès, car des Érythréens de Calais sont venus secourir leurs compatriotes.
Le 7 janvier 2010, 23 Érythréens sont hébergés dans la salle paroissiale ouverte par la mairie. La SANEF a déposé plainte pour cause de dégradations du grillage. La même année, la police et la gendarmerie ont fait 497 interpellations de migrants en situation irrégulière sur cette aire. Le 24 décembre 2010, profitant que le froid hivernal ait fait vider le camp de la cinquantaine d’étrangers en situation irrégulière, Pierre de Bousquet, préfet du Pas de Calais, écrit à Marc Boulnois, maire EELV de Norrent-Fontes, de raser le camp et de demander l’expulsion en cas de réinstallation des migrants. Le préfet relève que les conditions sont insalubres, sans point d'eau, ni toilettes et ni ramassage des ordures. Pendant tout l’hiver, les autorités municipales et des habitants de la commune se mobilisent pour permettre aux migrants de se protéger du froid.
En janvier 2012, l’État détruit le camp de la Marnière ou vivent 160 exilés. Le maire EELV, Marc Boulnois fait voter la construction de quatre chalets pour 12 000 euros, dont 10 000 euros subventionnés par le conseil régional PS-Verts,,. Le premier chalet s’appelle « Liberté », le deuxième « Égalité », le troisième « Fraternité » et le quatrième « Hospitalité ». Ils sont entourés par des dizaines de tentes. En 2015, deux chalets sont détruits par un incendie{, les migrants sont ensuite hébergés dans une salle communale réquisitionnée.
Depuis le 15 novembre 2015, Gynécologie sans Frontières intervient sur le camp de Norrent-Fontes, comme ceux de Calais, Grande Synthe, Steenvoorde et Angres, pour rassurer et accompagner physiquement les femmes.
Le 28 janvier 2016, le commandant de la compagnie de gendarme de Béthune, Didier Michaud, a déclaré que le nombre de migrants du camp de la Marnière est passé de quelques dizaines à 150-200 selon les semaines.

## Politique et administration

### Découpage territorial
La commune se trouve depuis 1926 dans l'arrondissement de Béthune du département du Pas-de-Calais.

#### Commune et intercommunalités
La commune était membre de la communauté de communes Artois-Lys, créée fin 1992.
Dans le cadre des dispositions de la loi portant nouvelle organisation territoriale de la République (Loi NOTRe) du 7 août 2015, qui prévoit que les établissements publics de coopération intercommunale (EPCI) à fiscalité propre doivent avoir un minimum de 15 000 habitants, celle-ci a fusionné avec ses voisines pour former le 1er janvier 2017, la communauté d'agglomération de Béthune-Bruay, Artois-Lys Romane, dont la commune est désormais membre. Cette communauté d'agglomération regroupe 100 communes et compte 275 327 habitants en 2021.

#### Circonscriptions administratives
La commune était depuis 1801 le chef-lieu du canton de Norrent-Fontes. Dans le cadre du redécoupage cantonal de 2014 en France, la commune est désormais rattachée au canton de Lillers.

#### Circonscriptions électorales
Pour l'élection des députés, la commune fait partie depuis 2012 de la huitième circonscription du Pas-de-Calais.

### Élections municipales et communautaires

#### Liste des maires
| Période                                  | Période                   | Identité              | Étiquette | Qualité                                   |
| ---------------------------------------- | ------------------------- | --------------------- | --------- | ----------------------------------------- |
|                                          |                           | Jacques Joseph Lourme |           |                                           |
| an XI                                    |                           | Charles Réant         |           |                                           |
| 1818                                     |                           | Jacques Willay        |           | cultivateur                               |
| 1837                                     | 1839                      | Augustin Coubronne    |           | notaire                                   |
| 1845                                     |                           | Pierre Joseph Hanotte |           | brasseur                                  |
| 1848                                     | 1869                      | Auguste Wambergue     |           |                                           |
| 1870                                     | 1876                      | Fleury Lourme         |           |                                           |
| 1876                                     |                           | Constantin Réant      |           |                                           |
| 1879                                     | 1890-                     | Édouard Cossart       |           | receveur de l'enregistrement              |
| Les données manquantes sont à compléter. |                           |                       |           |                                           |
| 1894                                     |                           | Cyr Louis Leflon      |           | notaire                                   |
| 1901                                     |                           | Benoît Leflon         |           | notaire                                   |
| Les données manquantes sont à compléter. |                           |                       |           |                                           |
| 1929                                     | 1941                      | Jules Fréville        |           | directeur d'écoles                        |
|                                          |                           | Auguste Demarles      |           |                                           |
| 1945                                     |                           | François Thelliez     |           |                                           |
| 1959                                     |                           | Alain Lefebvre        |           | directeur d'écoles                        |
| Les données manquantes sont à compléter. |                           |                       |           |                                           |
| mars 1969                                | mars 1983                 | Marcel Cocq           |           |                                           |
| mars 1983                                | mars 2001                 | Alain Lefebvre        |           |                                           |
| mars 2001                                | mars 2002                 | Liliane Poette        |           |                                           |
| mars 2002                                | mars 2008                 | André Delgéry         |           |                                           |
| mars 2008                                | avril 2014                | Marc Boulnois         | EELV      |                                           |
| avril 2014                               | En cours (au 30 mai 2020) | Bertrand Cocq         | DVD       | Tecnicien, Réélu pour le mandat 2020-2026 |

## Équipements et services publics

### Espaces publics
Le village a été reconnu « village patrimoine du pays de la lys romane » en 2012 mais a perdu son label en 2016.
La commune fait partie des villages labellisés Village Patrimoine, qui œuvrent à mettre en avant leurs patrimoines matériels et/ou immatériels (historique, culturel, naturel, architectural, etc.).

## Population et société

### Démographie
Les habitants sont appelés les Norrentfontois.

#### Évolution démographique
L'évolution du nombre d'habitants est connue à travers les recensements de la population effectués dans la commune depuis 1793. Pour les communes de moins de 10 000 habitants, une enquête de recensement portant sur toute la population est réalisée tous les cinq ans, les populations de référence des années intermédiaires étant quant à elles estimées par interpolation ou extrapolation. Pour la commune, le premier recensement exhaustif entrant dans le cadre du nouveau dispositif a été réalisé en 2008.

En 2022, la commune comptait 1 372 habitants, en évolution de −2,7 % par rapport à 2016 (Pas-de-Calais : −0,72 %, France hors Mayotte : +2,11 %).
| 1793  | 1800  | 1806  | 1821  | 1831  | 1836  | 1841  | 1846  | 1851  |
| ----- | ----- | ----- | ----- | ----- | ----- | ----- | ----- | ----- |
| 1 001 | 1 151 | 1 267 | 1 358 | 1 480 | 1 457 | 1 445 | 1 433 | 1 433 |

| 1856  | 1861  | 1866  | 1872  | 1876  | 1881  | 1886  | 1891  | 1896  |
| ----- | ----- | ----- | ----- | ----- | ----- | ----- | ----- | ----- |
| 1 366 | 1 406 | 1 438 | 1 416 | 1 359 | 1 332 | 1 342 | 1 324 | 1 288 |

| 1901  | 1906  | 1911  | 1921  | 1926  | 1931  | 1936  | 1946  | 1954  |
| ----- | ----- | ----- | ----- | ----- | ----- | ----- | ----- | ----- |
| 1 281 | 1 260 | 1 230 | 1 240 | 1 178 | 1 117 | 1 136 | 1 138 | 1 205 |

| 1962  | 1968  | 1975  | 1982  | 1990  | 1999  | 2006  | 2008  | 2013  |
| ----- | ----- | ----- | ----- | ----- | ----- | ----- | ----- | ----- |
| 1 280 | 1 343 | 1 401 | 1 490 | 1 499 | 1 444 | 1 435 | 1 431 | 1 452 |

| 2018  | 2022  | - | - | - | - | - | - | - |
| ----- | ----- | - | - | - | - | - | - | - |
| 1 387 | 1 372 | - | - | - | - | - | - | - |

#### Pyramide des âges
En 2018, le taux de personnes d'un âge inférieur à 30 ans s'élève à 30,3 %, soit en dessous de la moyenne départementale (36,7 %). À l'inverse, le taux de personnes d'âge supérieur à 60 ans est de 28,1 % la même année, alors qu'il est de 24,9 % au niveau départemental.
En 2018, la commune comptait 676 hommes pour 711 femmes, soit un taux de 51,26 % de femmes, légèrement inférieur au taux départemental (51,50 %).
Les pyramides des âges de la commune et du département s'établissent comme suit.
| Hommes | Classe d’âge | Femmes |
| ------ | ------------ | ------ |
| 0,4    | 90 ou +      | 0,4    |
| 7,4    | 75-89 ans    | 12,1   |
| 17,0   | 60-74 ans    | 18,7   |
| 24,4   | 45-59 ans    | 20,1   |
| 18,8   | 30-44 ans    | 20,0   |
| 12,9   | 15-29 ans    | 12,0   |
| 19,1   | 0-14 ans     | 16,7   |

| Hommes | Classe d’âge | Femmes |
| ------ | ------------ | ------ |
| 0,5    | 90 ou +      | 1,6    |
| 5,6    | 75-89 ans    | 8,9    |
| 16,7   | 60-74 ans    | 18,1   |
| 20,2   | 45-59 ans    | 19,2   |
| 18,9   | 30-44 ans    | 18,1   |
| 18,2   | 15-29 ans    | 16,2   |
| 19,9   | 0-14 ans     | 17,9   |

## Économie

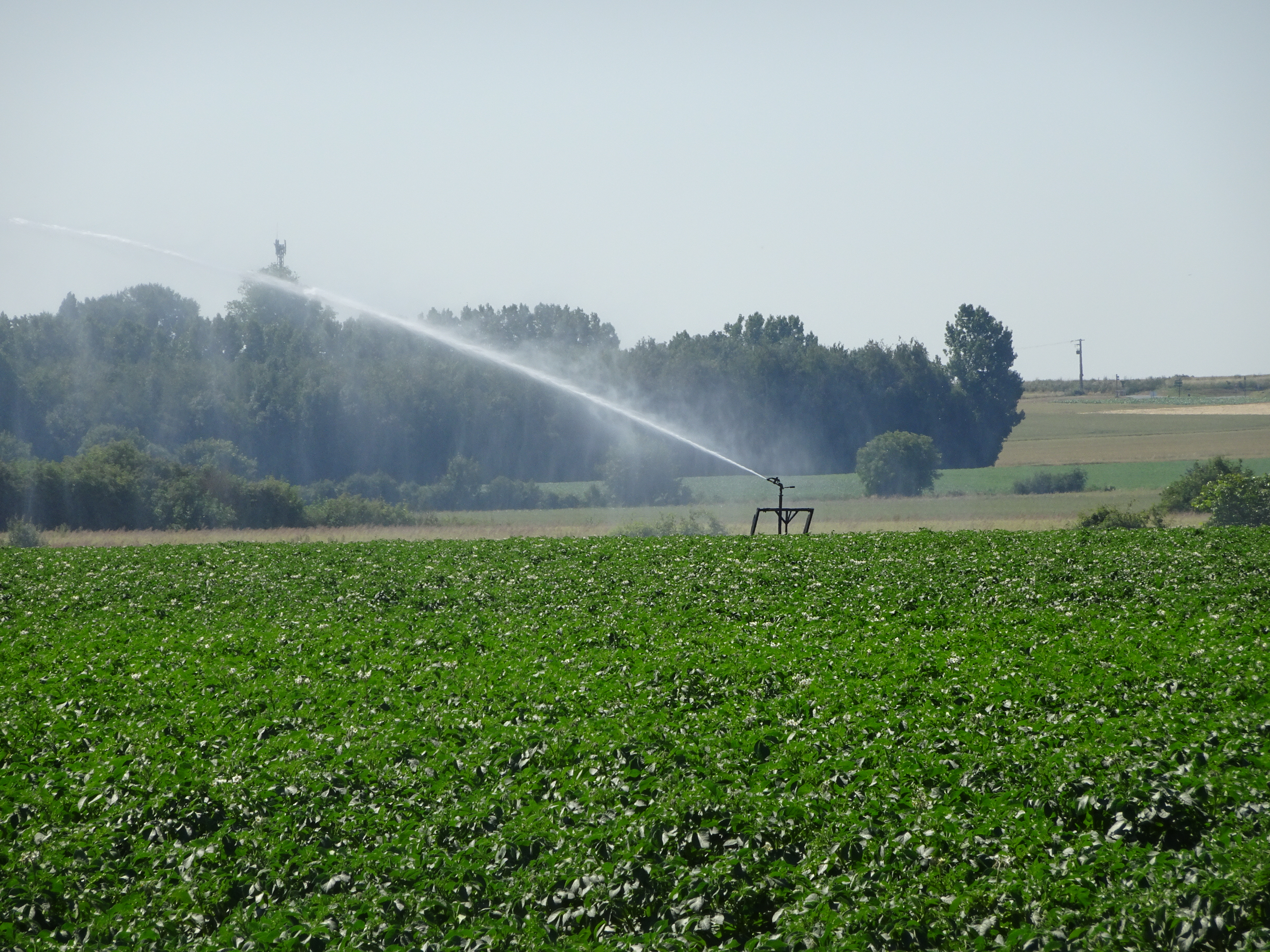
Une cressonnière à Norrent-Fontes.

Réputé pour la culture du cresson, le village comptait autrefois plusieurs hectares de cressonnières et des dizaines de cressiculteurs.
Un marais commun existait entre Ham, Norrent-Fontes, Mazinghem, Molinghem, Guarbecque et Berguette. Un plan de lotissement de ce marais (a été dressé le 20 juin 1794 - 2 messidor an II), cité par L'archiviste départemental,.
À la suite du drainage généralisé des zones humides et de l'industrialisation lourde (avec pompages) de la région, le niveau des nappes d'eau a fortement baissé. Les puits artésiens ne donnant plus assez d'eau, de nombreuses cressonnières sont aujourd'hui asséchées et comblées. Il reste trois cressiculteurs en activité. La confrérie du cresson de Norrent-Fontes a été créée en 2012. Elle a vocation à valoriser cette plante au niveau de la gastronomie française et les puits artésiens, particularité de leur culture.

## Culture locale et patrimoine

### Lieux et monuments
- L'église Saint-Vaast. Sa cloche datée de 1743 est classée au titre d'objet des monuments historiques[24],[55]. Dans l'église, le monument aux morts paroissial avec sa pietà, commémorant la guerre de 1914-1918 ; un dessous d'autel au relief de l'adoration des mages ; un chemin de croix.

L'église Saint-Vaast
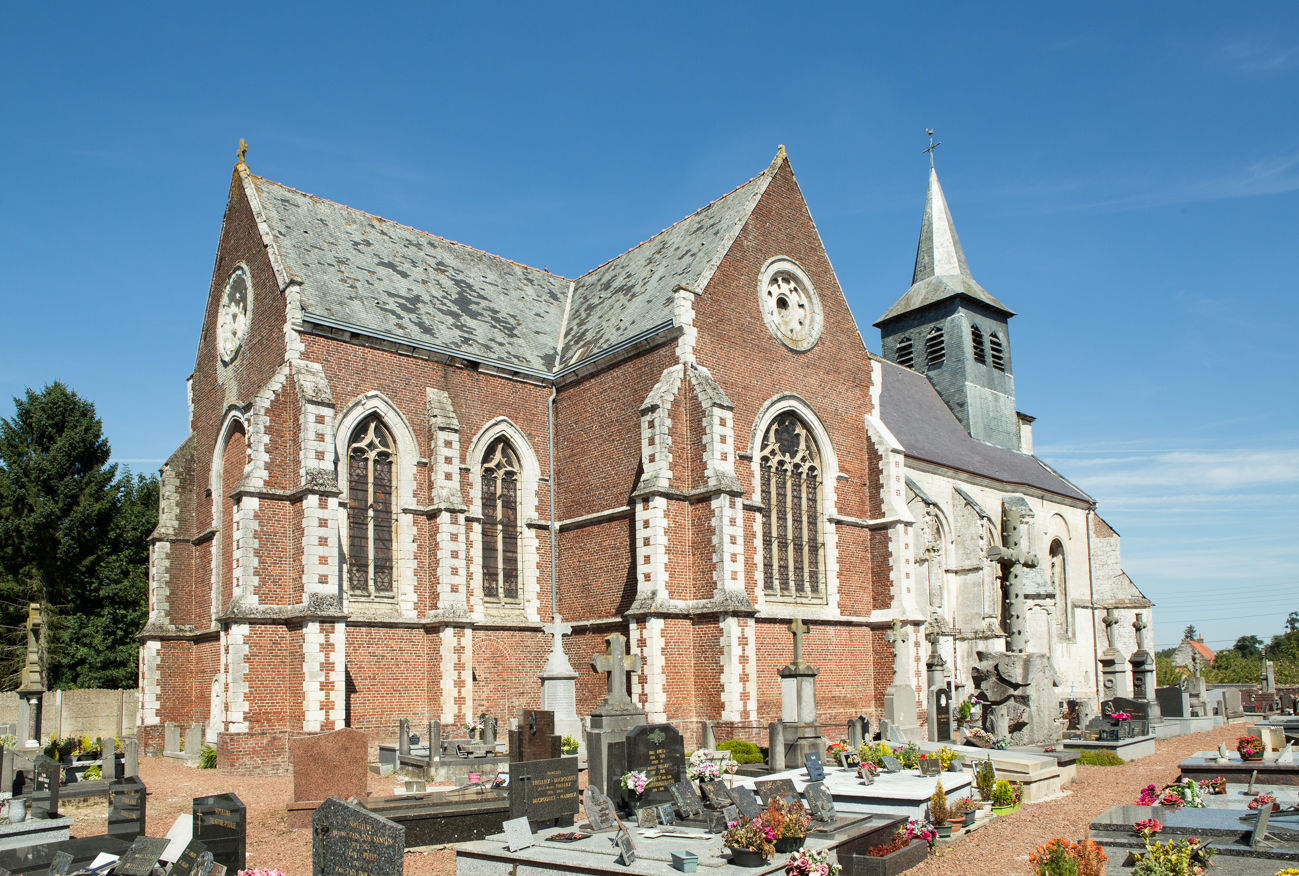
L'église Saint-Vaast.
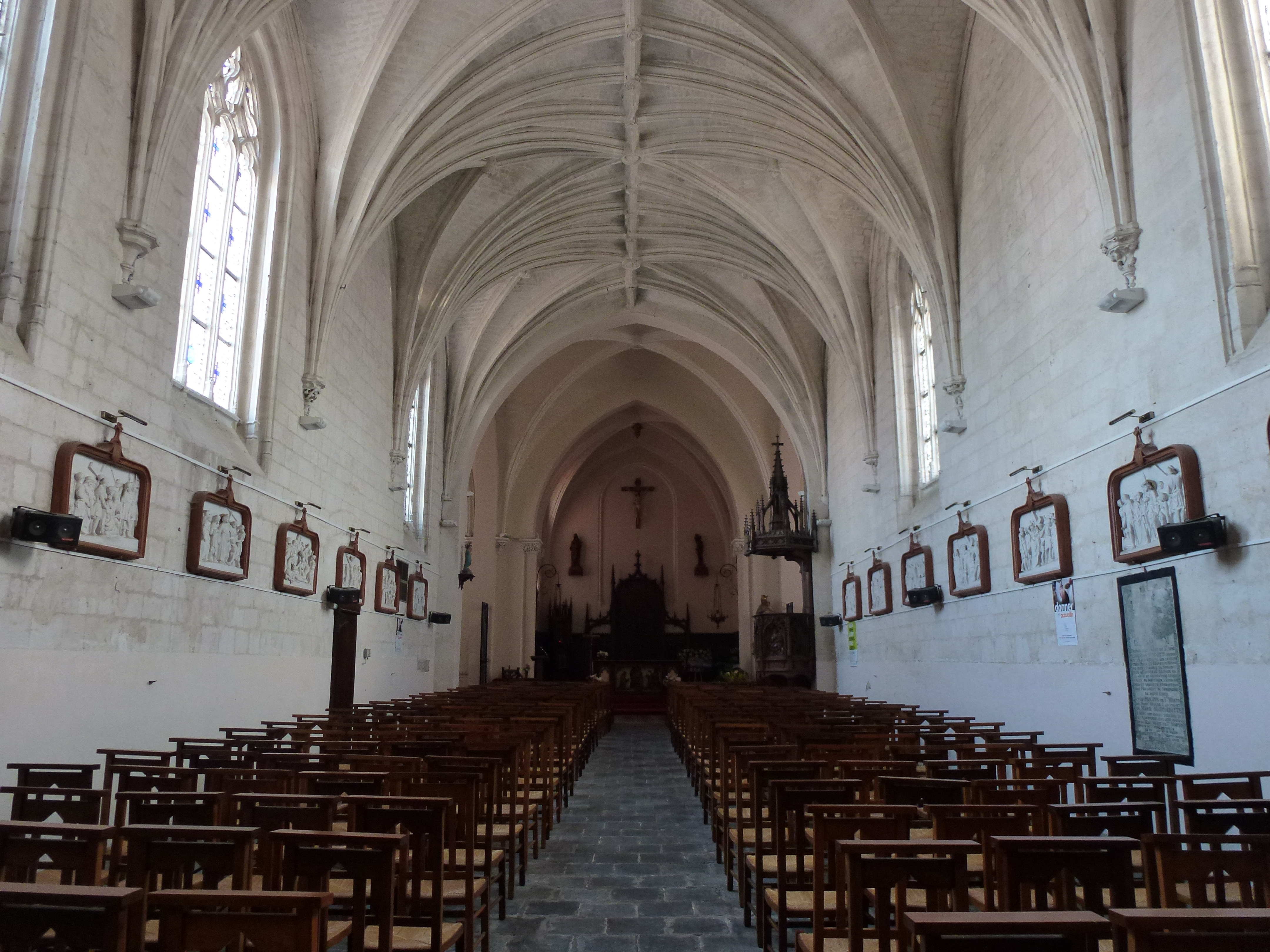
La nef avec les stations du chemin de croix.
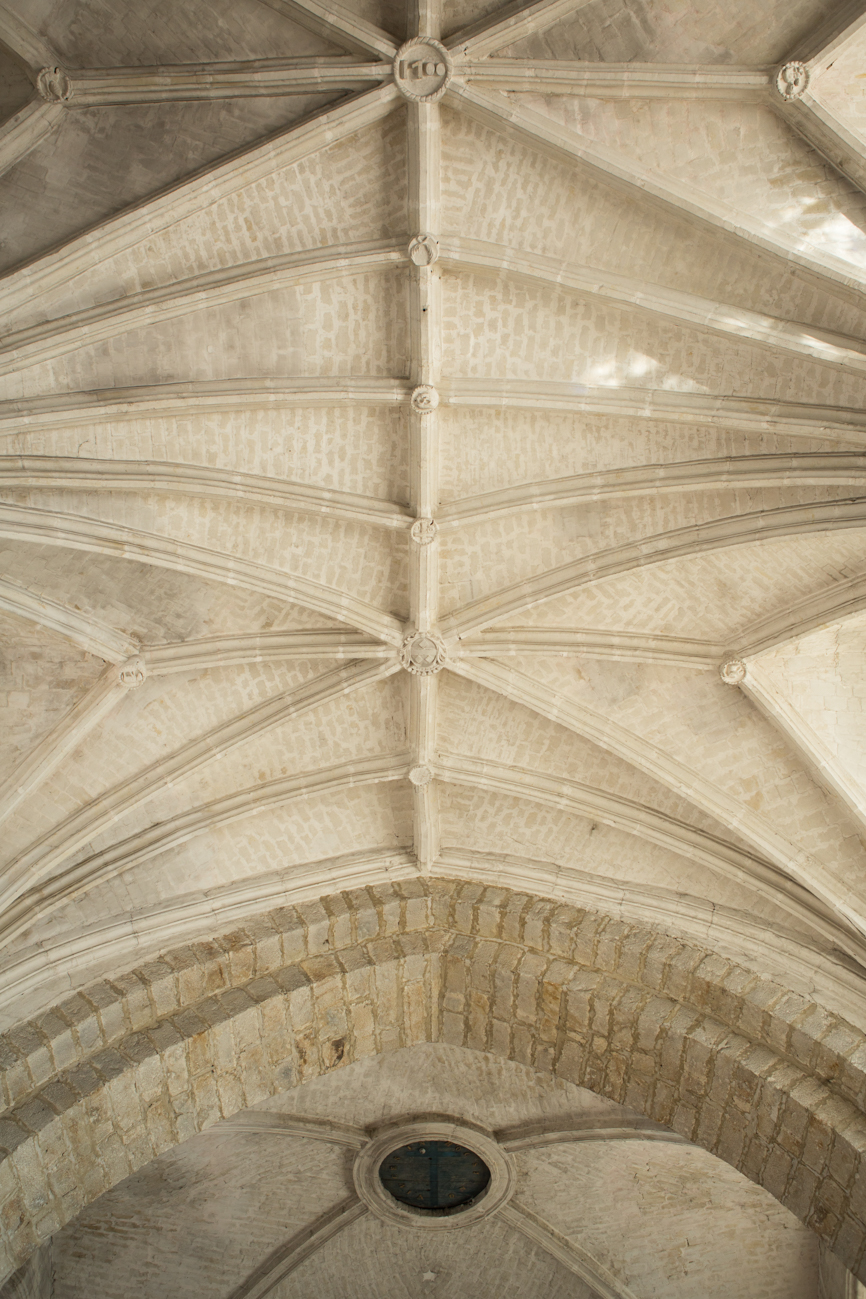
La croisée d'ogives.
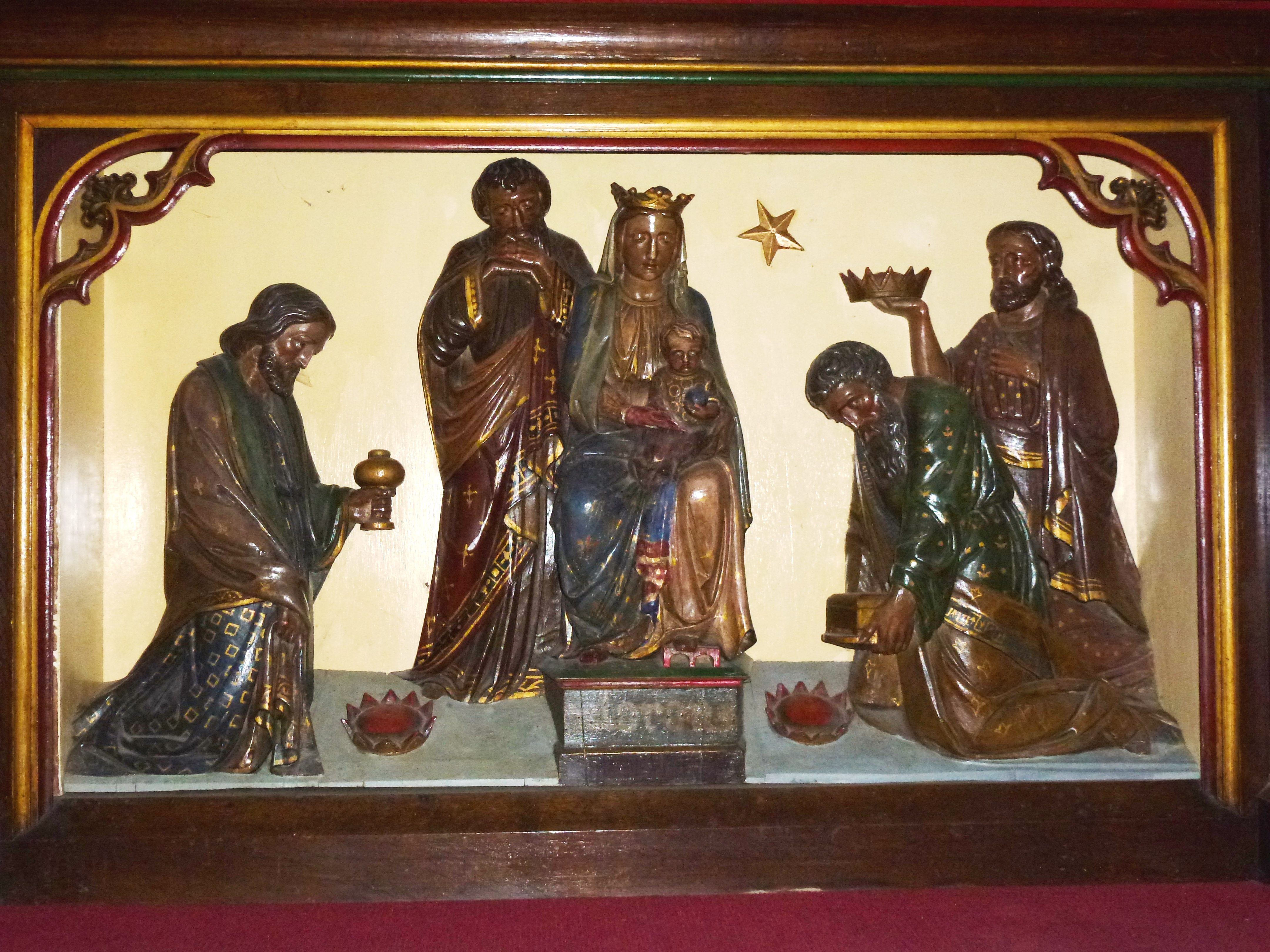
L'adoration des mages.
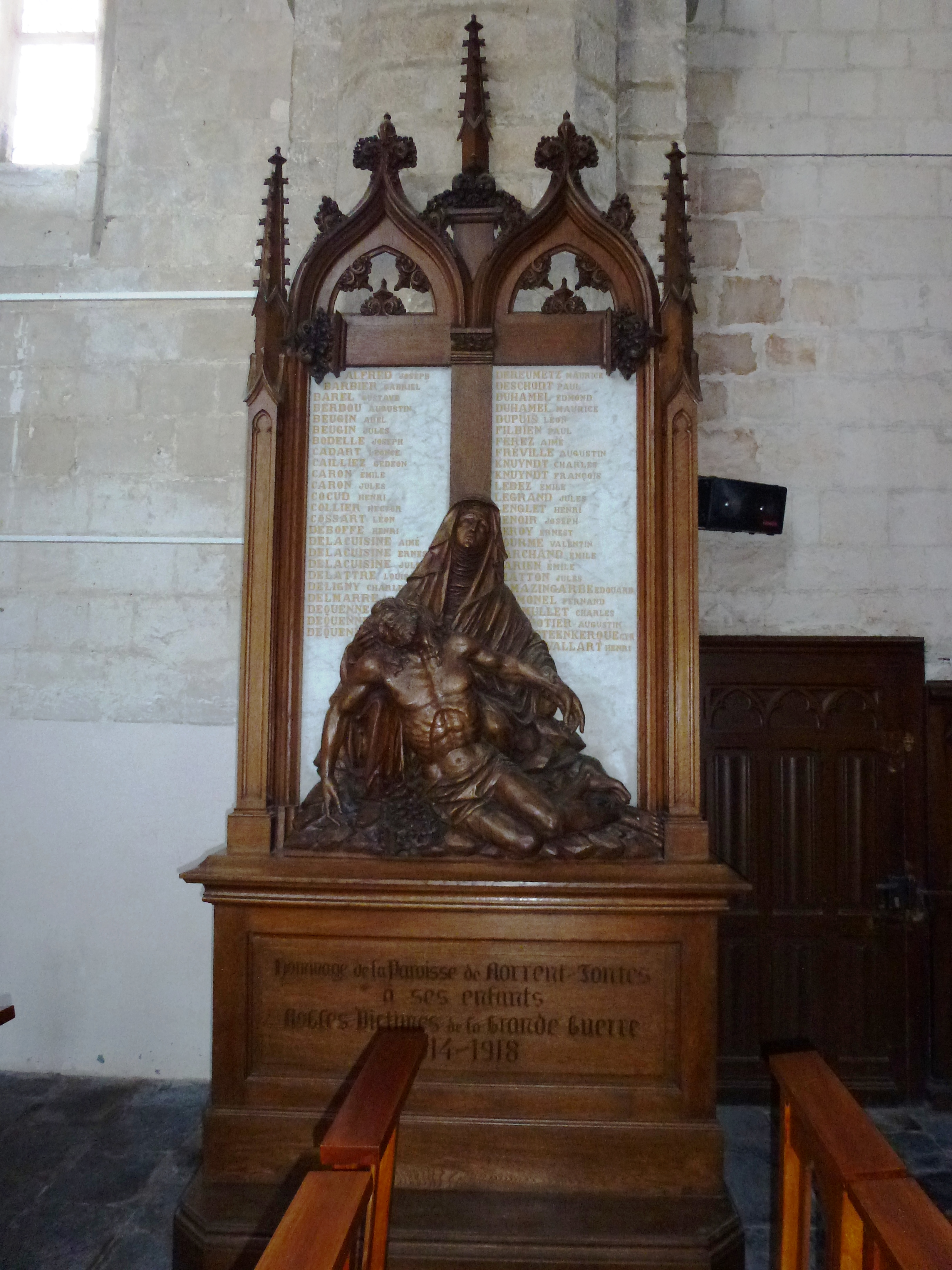
Le monument aux morts.

- Au cimetière, une tombe de guerre de la Commonwealth War Graves Commission.
- Le monument aux morts communal, commémorant les guerres de 1914-1918 et de 1939-1945[56].
- La chapelle Marie-Reine-de-la-Paix.
- La Pierre plate est une pierre de grès de 2,75 mètres de long sur 0,9 mètre de large, épaisse de 20 centimètres. Longtemps située dans un champ entre la Goulée et Fontes, près du chemin de l'ermitage, c'est en 1716, lors de la vente du terrain de Monsieur Foubert au profit de Monsieur Louchart, qu'il est fait mention de la pierre plate[57]. Plus tard, lorsque le propriétaire des lieux trouva la pierre trop gênante pour la culture du champ, il la fit enlever et constata que des piliers de grès qui supportaient la pierre s'étaient enfoncés sous son poids. Ce plateau fut déplacé et servit de pont au-dessus d'un fossé d'écoulement pour les cressonnières. Ensuite, vers 1950, lorsque les fossés sont comblés, la pierre faillit servir de table d'autel pour l'église Saint-Vaast, mais le marbrier trouva le grès trop dur et renonce au travail. La pierre se trouve aujourd'hui dans le nouveau cimetière et sert de piédestal à la nouvelle croix.

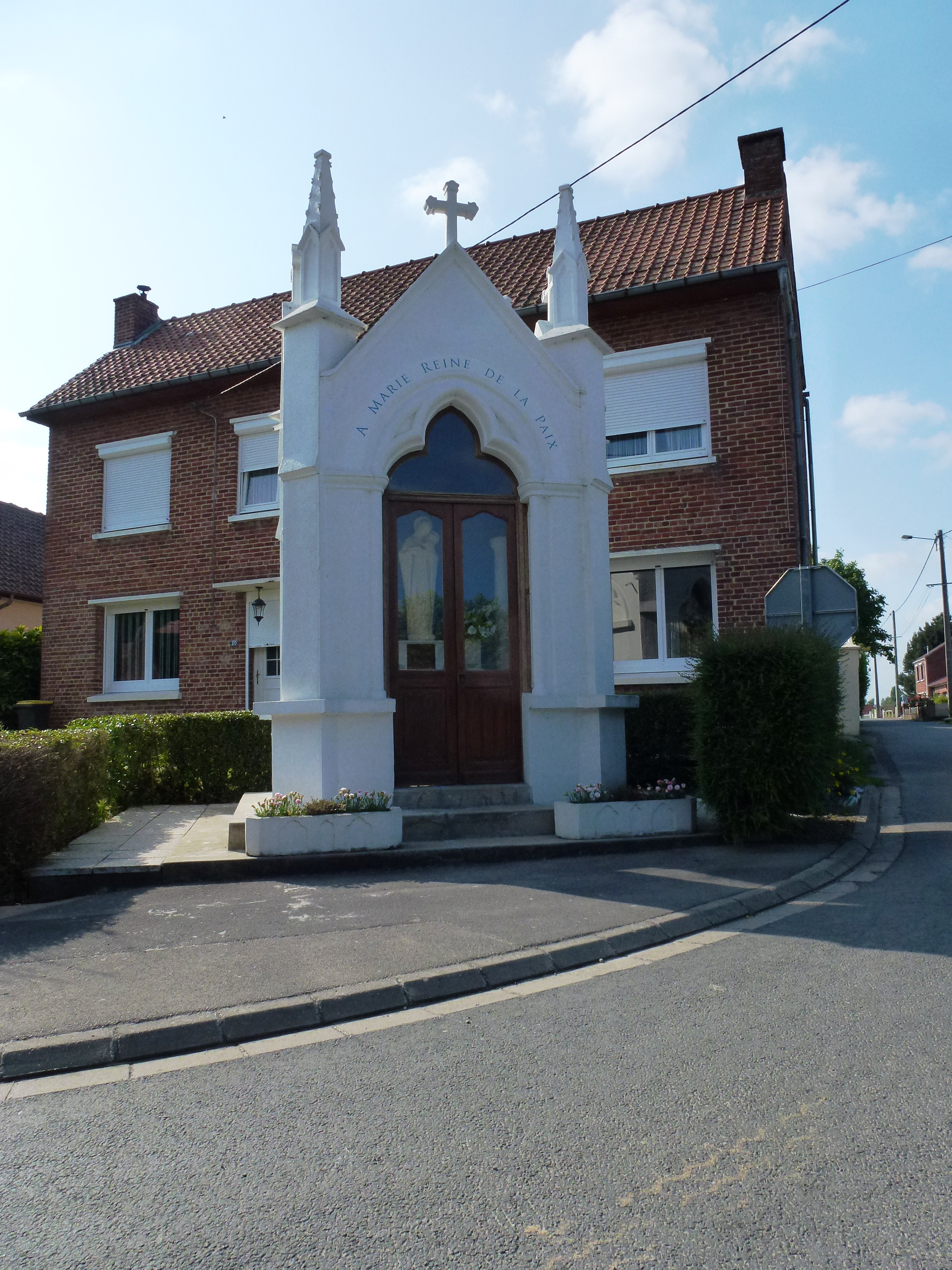
La chapelle Marie-Reine-de-la-Paix.
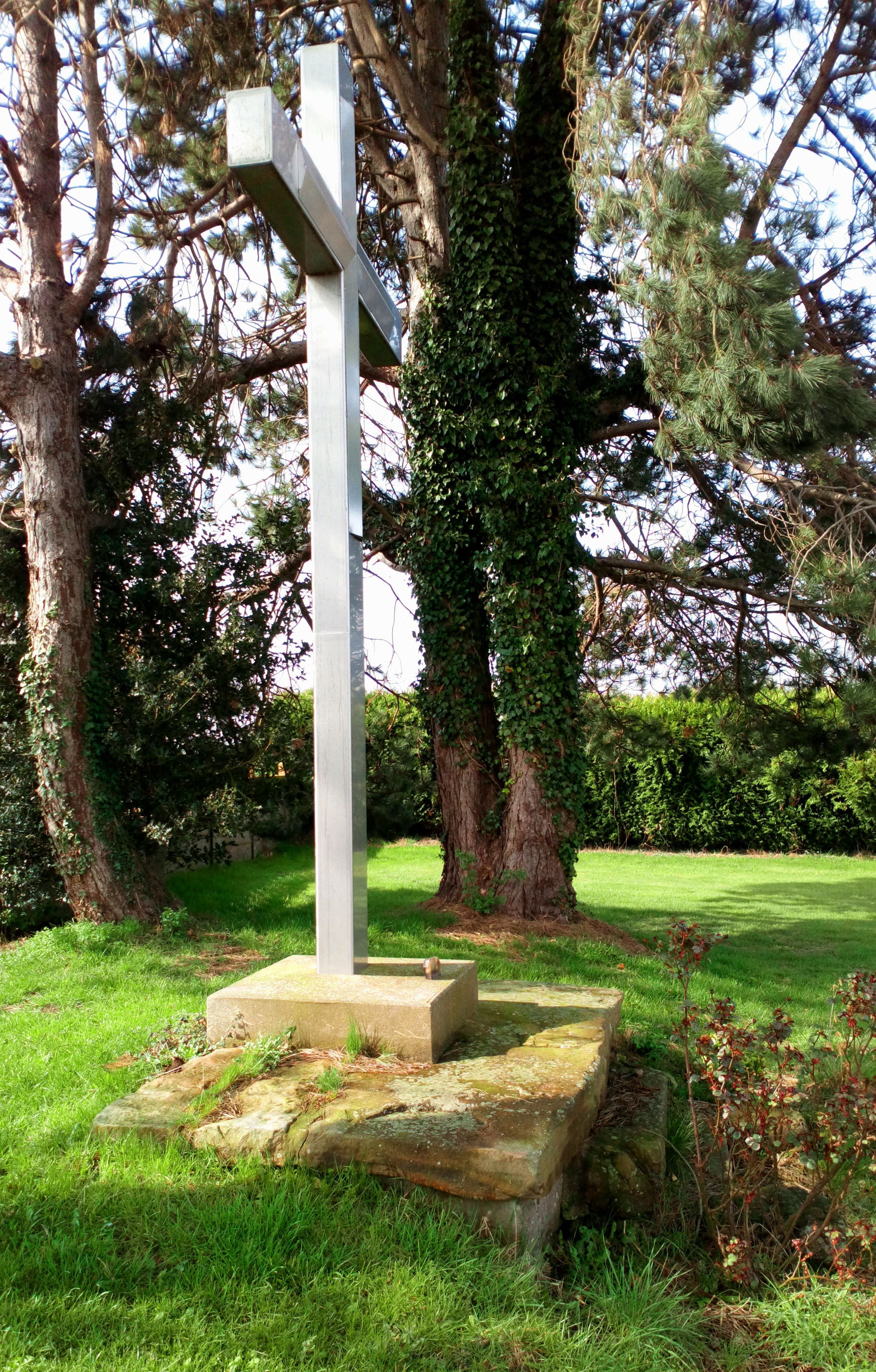
La Pierre plate.

### Personnalités liées à Norrent-Fontes
- Georges Bavière (1902-1971), militaire, Compagnon de la Libération[58], né à Norrent-Fontes.
- Jules Noël (1903-1940), sportif, mort pour la France pendant la Seconde Guerre mondiale le 19 mai 1940,né à Norrent-Fontes.
- Henri Fréville (1905-1987), résistant, homme politique et écrivain, né à Norrent-Fontes.

### Héraldique
| Blason de Norrent-Fontes | Blason  | De gueules à la fasce d'argent accompagnée de trois losanges du même.                                                                 |
| Blason de Norrent-Fontes | Détails | Elles correspondent aux armes de l'ancienne Maison de Wissocq, seigneurs de Norrent. Le statut officiel du blason reste à déterminer. |

## Pour approfondir

#### Bases de données, dictionnaires et encyclopédies
- Ressources relatives à la géographie :   - Insee (communes)
  - Ldh/EHESS/Cassini
- Ressource relative à plusieurs domaines :   - Annuaire du service public français
- Ressource relative à la musique :   - MusicBrainz
- Notices d'autorité :   - VIAF
  - BnF (données)